# Округ Величка
О́круг Вели́чка (нем. Bezirk Wieliczka, Величский уезд, пол. Powiat wielicki) — административная единица коронной земли Королевства Галиции и Лодомерии в составе Австро-Венгрии, существовавшая в 1867—1918 годах. Административный центр — Величка.
Площадь уезда в 1879 году составляла 7,2681 квадратных миль (418,21 км2), а население 84 465 человек. Район насчитывал 193 поселения, организованные в 140 кадастровых муниципалитета.
На территории округа действовали 4 районных суда — в Величке, Добчицах, Скавине и Подгуже.